# Bodil Aakre
Bodil Aakre (Oslo, 7 de septiembre de 1922 – 8 de noviembre de 2008) fue una jurista y política noruega, adscrita al Partido Conservador. Fue conocida por involucrarse con el Centro de Registros Brønnøysund.

## Carrera
Aakre se graduó de Derecho en 1948. Trabajó como jurista en el Hammerfest y Alta de 1948 a 1957. En 1957, fue contratada como consultora en Nordland Landbruksselskap.
Fue elegida al Parlamento de Noruega por Nordland en 1969. Originalmente fue representante adjunta en el período 1965-1969. Durante este mandato, ocupó el cargo de representante regular, mientras que Håkon Kyllingmark fue nombrado miembro del gabinete Borten, hasta febrero de 1967. Tras la muerte de Harald Warholm, Aakre ascendió a actuar como representante pleno. En cambio, Kyllingmark fue cubierto por otro ex representante adjunto Leif Kolflaath. Bodil Aakre no fue reelegida en 1973 pero cumplió otro mandato como representante adjunto.
A nivel local, Aakre fue alcaldesa de Brønnøy de 1975 a 1979. Trabajó como magistrada de distrito para el Tribunal de distrito de Brønnøy de 1973 a 1988. Desde 1980 también trabajó como jefa de departamento en el Centro de Registro de Brønnøysund. Le llamaban la madre del Centro de Registros de Brønnøysund.
Aakre fue miembro de la junta directiva de la Dirección de Trabajo de Noruega de 1967 a 1971 y del banco Nordlandsbanken de 1977 a 1982. Fue la presidenta adjunta de la Dirección de Trabajo de 1975 a 1983, de la Autoridad de Inspección del Trabajo de Noruega de 1972 a 1988 y del Nordlandsbanken desde 1982.
Aakre se retiró en 1988. Murió en 2008 en Benidorm, donde vivía desde 1991.